# Guy Madison
Guy Madison (eigentlich Robert Ozell Moseley; * 19. Januar 1922 in Bakersfield, Kalifornien; † 6. Februar 1996 in Palm Springs, Kalifornien) war ein US-amerikanischer Schauspieler, der vor allem durch Westernrollen bekannt wurde.

## Leben
Guy Madison kam relativ spät und zufällig zur Schauspielerei. Er wuchs als Sohn eines Schienenarbeiters auf. Nach zwei Jahren am Bakersfield College (er studierte Tiermedizin) arbeitete er kurz als Telefonkabelwart, bevor er 1942 zur amerikanischen Küstenwache ging.
1944 besuchte er Hollywood als Tourist. Sein hervorragendes Aussehen und seine gute Figur im Matrosenanzug fielen einem Talentsucher von David O. Selznick auf und Madison bekam seine erste kleine Filmrolle: als Matrose in Selznicks Als du Abschied nahmst. Selznick und sein Co-Produzent Henry Willson gaben dem Unbekannten den Namen Guy Madison: der „guy“ (Bursche), den Mädchen gerne treffen würden – und „Madison“ nach der Kekssorte Dolly Madison. Madison verbrachte ein Wochenende vor der Kamera und kehrte zur Küstenwache zurück. Nach der Premiere des Films erhielt das Studio tausende Briefe von Kinobesuchern, die mehr von Madison sehen wollten.
Madison blieb bis Kriegsende bei der Küstenwache, 1946 unterschrieb er dann einen Vertrag bei RKO. Er spielte in einer Reihe romantischer Komödien und Dramen, doch wurde er wiederholt von den Kritikern für seine hölzern-unbeholfene Schauspielerei attackiert. Außerdem machten 1949 seine überstürzte Heirat und in der Folge unglückliche Ehe mit der alkoholabhängigen Kollegin Gail Russell negative Schlagzeilen (1954 folgte die Scheidung). Madison nahm nun Schauspielunterricht und sammelte Erfahrungen bei Theaterensembles. Seine Karriere wurde 1951 durch eine Fernsehserie gerettet: Er spielte sechs Jahre lang die Hauptrolle in Adventures of Wild Bill Hickok (gleichzeitig trat er in der Rolle im Radio auf).
Durch den Erfolg der Fernsehserie bekam er noch einige Rollen in Kino-Western, bevor er nach Europa ging, wo er in einer Reihe von Italowestern und Abenteuerfilmen auftrat, deren Qualität allerdings rasch abnahm. Unter anderem spielte Guy Madison die Rolle des portugiesischen Adligen Yanez de Gomera in den Filmen Die Rache des Sandokan und Sandokan und der Leopard an der Seite von Ray Danton. Dem deutschen Publikum wurde er vor allem als hinterhältiger Captain Bradley in dem Karl-May-Film Old Shatterhand bekannt. Madison kehrte in den 1970er Jahren nach Amerika zurück, wo er aber nur noch zwei Cameo-Kinorollen und kleinere Fernsehauftritte hatte.
Madison wurde 1954 als bester Westernstar mit einem Golden Globe ausgezeichnet. Außerdem erinnern zwei Sterne auf dem Hollywood Walk of Fame an ihn (Kategorie Fernsehen und Radio). Auf Madisons Grabstein steht über seinem Namen „Our Shooting Star; Forever A Cowboy – Wild Bill Hickok“ – eingerahmt von zwei Pistolen in Halftern.

## Privates
Nach der Ehe mit Gail Russell war Madison von 1954 bis 1963 mit Sheila Connolly verheiratet. Aus dieser Ehe stammen die Kinder Dolly, Bridget und Erin. In Europa hatte Madison eine weitere Beziehung. Aus dieser Beziehung entstammt der Sohn Robert. Als Madison 1970 einen Autoreifen auf dem Santa Monica Freeway wechseln wollte, wurde er von einem anderen Auto erfasst. Jedoch konnte er sich wieder von den Verletzungen erholen.
1996 starb Guy Madison im Alter von 74 Jahren an einem Emphysem in Palm Springs.

## Filmografie (Auswahl)

### Kino
- 1944: Als du Abschied nahmst (Since You Went Away)
- 1946: Till the End of Time
- 1947: Honeymoon
- 1948: Texas, Brooklyn & Heaven
- 1949: Zweikampf am Red River (Massacre River)
- 1951: Trommeln im tiefen Süden (Drums in the Deep South)
- 1952: Red Snow
- 1953: Der brennende Pfeil (The Charge at Feather River)
- 1954: Die siebente Nacht (The Command)
- 1955: 5 Against the House
- 1955: Draußen wartet der Tod (The Last Frontier)
- 1956: Testpiloten (On the Threshold of Space)
- 1956: Die Männer um Hilda Crane (Hilda Crane)
- 1956: Der Fluch vom Monte Bravo (The Beast of Hollow Mountain)
- 1956: Präriebanditen (Reprisal!)
- 1957: Reif für den Galgen (The Hard Man)
- 1958: Das Teufelsweib von Montana (Bullwhip)
- 1959: Jet Over the Atlantic
- 1961: Antea – Sklavin Roms (La schiava di Roma)
- 1961: Alboin, König der Langobarden (Rosmunda e Alboino)
- 1962: Frauen für die Teufelsinsel (Le prigioniere dell’isola del diavolo)
- 1963: Der Henker von Venedig (Il boia di Venezia)
- 1963: Der Rächer mit der Maske (Il vendicatore mascherato)
- 1964: Old Shatterhand
- 1964: Die Rache des Sandokan (Sandokan alla riscossa)
- 1964: Sandokan und der Leopard (Sandokan contro il leopardo di Sarawak)
- 1964: Schnelle Colts für Jeannie Lee (Desafío en Río Bravo)
- 1964: Das Geheimnis der Lederschlinge (I misteri della giungla nera)
- 1965: Der Abenteurer von Tortuga (L’avventuriero della Tortuga)
- 1965: Das Vermächtnis des Inka
- 1966: Die unerbittlichen Fünf (I cinque della vendetta)
- 1967: LSD (LSD – Inferno per pochi dollari)
- 1967: Die Satansbrut des Colonel Blake (7 winchester per un massacro)
- 1967: Der Sohn des Django (Il figlio di Django)
- 1967: Devilman Story
- 1967: Bang Bang Kid
- 1968: L’invincibile Superman
- 1968: Seine Winchester pfeift das Lied vom Tod (I lunghi giorni dell'odio)
- 1968: Testa di sbarco per otto implacabili
- 1969: Monte Cassino (La battaglia dell’ultimo panzer)
- 1969: Höllenkommando (Comando al infierno)
- 1969: War Devils – Die Kriegsteufel kommen (I diavoli della guerra)
- 1970: Bleigewitter (Reverendo Colt)
- 1974: Pacific Connection
- 1976: Won Ton Ton – der Hund, der Hollywood rettete (Won Ton Ton, the Dog Who Saved Hollywood)
- 1978: Where’s Willie?

### Fernsehen
- 1951–1958: The Adventures of Wild Bill Hickok (Serie, 112 Folgen)
- 1957: Wagon Train (Serie, eine Folge)
- 1959: You Can’t Win ’Em All
- 1959: The Ann Sothern Show (Serie, eine Folge)
- 1959: The Red Skelton Show (Serie, eine Folge)
- 1960: Im wilden Westen (Death Valley Days) (Serie, eine Folge)
- 1961: Abenteuer im wilden Westen (Dick Powell’s Zane Grey Theater) (Serie, eine Folge)
- 1972: The Smith Family (Serie, eine Folge)
- 1979: Fantasy Island (Serie, eine Folge)
- 1987–1988: Wilhelm Tell – Kämpfer der Gerechtigkeit (Crossbow) (Serie, drei Folgen)
- 1988: Red River